# Diego de Narváez
Diego de Narvaéz (Écija (Sevilla), año desconocido-Quito (Ecuador), 1579) fue un oidor de la Audiencia de Santafé, oidor de la Audiencia de Lima y presidente de la Real Audiencia de Quito. Su presidencia fue corta y duró cerca de un año. Es recordado porque después de su periodo hubo un lapso de cerca de ocho años hasta que el nuevo presidente Barros de San Millán, tome el poder. 

## Reseña biográfica
Narváez fue hijo de Juan de Perea y María de Rojas, ambos de España. A su llegada a América fue nombrado oidor de la Audiencia de Panamá el 3 de noviembre de 1569, pero declinó el nombramiento. En su lugar, aceptó el cargo de oidor de la Audiencia de Santafé en sustitución de Diego de Villafañe. El 25 de septiembre de 1570 recibió permiso para embarcarse hacia Nueva Granada con sus familia y criados. 

### Presidente de la Audiencia de Quito
Después llegaría a Santafé a principios del año de 1571 y fue nombrado oidor de Lima el 17 de octubre de 1574. En 1577 fue ascendido a Presidente de la Audiencia de Quito. Allí sirvió desde el 20 de mayo de 1578 hasta su muerte en el año de 1579.Su ascenso fue bien recibido según cuenta Muñoz Borrero:
Para el antiguo Oidor de Santa Fe y Lima el cargo le vino como anillo al dedo, y comenzó su labor tomando la tradicional residencia o juzgamiento de su antecesor y a todos los demás ministros de la Audiencia.

#### El Fenómeno de El Niño de 1578
A su llegada tuvo que enfrentar el Fenómeno de El Niño de 1578. Fue uno de los "Meganiños" registrados y el primero de la época hispánica. Fue atribuido como señal del desastre la aparición de un cometa en el año de 1577. Su destrucción fue importante acabando con la agricultura en todo el Golfo de Guayaquil, la cuenca del Río Guayas, así como inundaciones en Manabí, Esmeraldas y El Oro. Cabe recordar que durante esta época esta división territorial no estaba vigente y más bien se dividían en tenencias como la de Caraquez, Puerto Viejo y el Reino Zambo de Esmeraldas. Las lluvias duraron aproximadamente dos meses y coincidieron con la cuaresma, lo que influenció aún más la interpretación del hecho.

### Fallecimiento de Narváez
Desde la muerte de Narváez hasta la toma de posesión del Presidente Barros de San Millán pasaron transcurrieron unos ocho años en los que hubo un vacío de poder. Este periodo fue bautizado por González Suárez como "Gobierno de la Audiencia" y se caracterizó por la inestabilidad que se había formado desde los primeros años en que la audiencia fue fundada. Los cortos periodos que duraron los presidentes desde Lope Díez de Armendariz, hasta Diego de Narváez explica en parte por qué después la situación desembocaría en la rebelión de las Alcabalas:

La Audiencia de Quito había dejado de ser gobernada con la firmeza y. sobre todo, la constancia que exigían regiones tan inestables. Antes de la partida a España del licenciado Hernando de Santillán. quien en 1565 había fundado realmente la Audiencia creada por cédula dos años antes, el rey nombró por presidente a D. Lope Díez de Armendáriz que permaneció, no obstante, muy poco tiempo en su puesto Llegó a Quito a fines de 1571. y fue promovido presidente de la Audiencia de Charcas en agosto de 1575. La situación fue similar con su sucesor. Pedro García de Valverde. Habiendo tomado posesión de su cargo en agosto de 1575. tuvo que abandonar el país sólo tres años más tarde para ir a cubrir otra plaza en la Audiencia de Guatemala. Le sucedió en la presidencia de Quito el licenciado Diego de Narváez. pero no duró mucho más en sus funciones. Posesionado de su plaza a principios del mes de junio de 1578. desapareció de la escena local antes de transcurridos tres años, pero en condiciones y por razones diferentes a las de sus predecesores, puesto que falleció en Quito en 1581.
Quito y la crisis de la Alcabala